# D.R.A.M.
D.R.A.M., de son vrai nom Shelley Marshaun Massenburg-Smith , né le 3 août 1988 à Neustadt an der Weinstraße, est un rappeur, chanteur et réalisateur artistique américain.

## Biographie
Le 3 août 1988, D.R.A.M est né en Allemagne de parents américains.

## Carrière
En mars 2015, D.R.A.M. publie son premier EP, # 1Epic, chez Atlantic Records et Empire Distribution. L'album comprend le single Cha Cha qui se classe à la première place du Bubbling Under Hot 100 Singles.
Le 23 octobre 2015, le rappeur sort sa première mixtape, Gahdamn!. 
En avril 2016, D.R.A.M. publie le single Broccoli, avec la participation de Lil Yachty. La chanson connaît un succès international, se classant à la première place des Hot Rap Songs et des Hot R&B/Hip-Hop Songs et 5e au Billboard Hot 100.
En octobre de la même année, il apparaît au Tonight Show Starring Jimmy Fallon où il interprète Blessings (Reprise) avec Chance the Rapper, Ty Dolla Sign, Anthony Hamilton et Raury. 
Son premier album studio, Big Baby D.R.A.M., est publié le 21 octobre 2016. L'opus reçoit de nombreuses critiques positives, le site Metacritic lui octroyant la note de 80 sur 100.
On retrouve le rappeur en featuring sur le titre Andromeda, extrait de l'album Humanz du groupe Gorillaz. Il apparaît également sur le morceau We Got the Power, sans être crédité.

## Discographie

### Album studio
- 2016 : Big Baby D.R.A.M.

### Mixtape
- 2015 : Gahdamn!

### EPs
- 2015 : #1Epic
- 2016 : Google Play: Live at the Milk Jam Room